# Учукчакуаїт
Учукчакуаїт (AgMnPb3Sb5S12) — рідкісний мінерал, сульфосіль, знайдений у гідротермальних родовищах.
Вперше його було описано в 1984 році у срібно-цинковій копальні «Учук-Чакуа» однойменного родовища, провінція Ойон, Ліма, Перу, і названо на честь родовища. Повідомлялося також про знахідки у копальнях Хоккайдо, Японія.
В перуанському родовищі прояви спостерігаються в асоціації з алабандином, галенітом, бенавідезитом, сфалеритом, піритом, піротином і арсенопіритом.